# Курти, Штьефен
Штьефен Курти (алб. Shtjefën Kurti; 24 декабря 1898, Призрен — 20 октября 1971, Фуша-Круя) — албанский католический священник и общественный деятель, религиозный диссидент, мученик католической церкви. Неоднократно репрессировался при коммунистическом режиме. Казнён за тайное крещение ребёнка.

## Образование
Родился в семье состоятельного косоварского коммерсанта. Среднее образование получил в иезуитской школе Шкодера. Продолжал образование в Австрии и Италии. Учился на теологическом факультете Инсбрукского университета.
13 мая 1924 года в Риме Штьефен Курти был рукоположен в сан католического священника.

## Служение
Штьефен Курти служил в католическом приходе Джяковицы. Придерживался албанских национал-патриотических взглядов. В 1929 году подписал обращение к Лигу Наций в защиту албанского населения Косово от преследований югославских властей. Был изгнан из Метохии сербскими националистами, 2 января 1930 перебрался в Албанию.
Был викарием в Круе. В 1936 переведён в Тирану. С 1938 — настоятель католического прихода в албанской столице и капеллан королевы Геральдине.
Во время Второй мировой войны Штьефен Курти организовывал помощь жителям Тираны, оставшимся без крова в результате боевых действий. По этим вопросам вёл переговоры с итальянскими и немецкими оккупационными властями. Помогал албанским евреям скрываться от нацистских преследований.

## Тюрьма
После прихода к власти албанской компартии Штьефен Курти получил от новых властей предложение о сотрудничестве. Однако он отверг его, поскольку считал коммунистов антихристианской и антинациональной силой. Особенно возмущал его тогдашний союз албанских коммунистов с югославским режимом. Связи Энвера Ходжи с Иосипом Броз Тито Курти считал изменой в отношении косовских албанцев.
Впервые Курти был арестован властями НРА 28 октября 1946 года. Обвинялся в сотрудничестве с оккупантами и участии в антикоммунистической подпольной организации. 17 апреля 1947 военный суд приговорил Курти к 20 годам тюрьмы. Несмотря на жёсткое давление, Курти отказался отречься от христианской религии.
Освободился по амнистии 5 мая 1963, после 17 лет заключения. Служил в католическом приходе Гюреса.

## Гибель
В 1967 режим Ходжи объявил Албанию «первым в мире атеистическим государством». Исповедание любой религии было запрещено и приравнено к антигосударственной деятельности. Культовые здания изымались у конфессий, отдавались под государственные нужды либо разрушались. За попытку защитить католический храм в Гюресе Штьефен Курти был арестован и приговорён к 20 годам принудительных работ в колхозе под надзором Сигурими.
В 1970 Штьефен Курти тайно крестил мальчика по просьбе его матери. Это стало известно Сигурими (вероятно, по доносу). Курти был вновь арестован и в июне 1970 года предстал перед военным судом. Обвинён не только в исполнении запрещённого религиозного обряда, но и в антикоммунистической агитации, в негативных высказываниях о политическом режиме и колхозной системе. На суде Курти держался стойко, не просил ни о каком снисхождении.

Я служу Христу и не боюсь смерти, потому что я невиновен.

Штьефен Курти

Штьефен Курти был приговорён к смертной казни (длительные сроки заключения получили несколько колхозников, поддерживавшие с ним дружеские отношения). Расстрелян 20 октября (по другим данным, 29 сентября) 1971 года. Место захоронения неизвестно, предположительно, в общей могиле на кладбище в Шкодере.

## Беатификация
Казнь Штьефена Курти держалась в тайне, и его история стала известна только в 1973 году. Первую информацию о его судьбе дала итальянская телекомпания RAI; Радио Ватикана подтвердило сведения, а ватиканское издание L'Osservatore Romano осудило это и другие преследование церкви в Албании в статье от 26 апреля 1973 года. Разгласка привела к международным протестам против террора албанских властей.
В ноябре 2002 году Архиепархия Шкодера — Пулта назвала имена 40 албанских католических мучеников, среди которых — Штьефен Курти. В Ватикане был начат процесс беатификации. 26 апреля 2016 года Папа Римский Франциск причислил Штьефена Курти к мученикам католической церкви.
После падения коммунистического режима именем Штьефена Курти названа школа в одном из албанских сёл.